# IC 3410
IC 3410 је галаксија у сазвјежђу Береникина коса која се налази на листи објеката дубоког неба у Индекс каталогу.
Деклинација објекта је + 19° 0' 18" а ректасцензија 12h 29m 6,1s. Привидна величина (магнитуда) објекта IC 3410 износи 14,6 а фотографска магнитуда 15,6. IC 3410 је још познат и под ознакама CGCG 99-67, PGC 41122.